# 姜鳳君
 姜鳳君（1981年10月25日—），高雄人，前臺灣女子籃球運動員，場上位置為中鋒，從國三開始打籃球，高一進入國泰女籃一軍陣容，2009年2月國泰女籃宣布姜鳳君因個人生涯規劃退休，姜鳳君待在加拿大一年。2010年初姜鳳君一同電信女籃訓練，第4季WSBL轉戰電信女籃，但國泰女籃認為姜鳳君須退休滿兩年才能轉隊，於是退出第4季WSBL，中華民國籃球協會紀律委員會最終依據2008年球隊管理辦法認定姜鳳君可披電信女籃球衣參加第4季WSBL。2010年10月姜鳳君在與電信女籃合約到期後前往中國大陸加盟WCBA浙江女籃。2011年10月姜鳳君重返國泰女籃訓練，第7季WSBL重披國泰女籃戰袍。2016年4月姜鳳君助隊奪得第11季WSBL冠軍，並在拿下冠軍賽MVP後高掛球鞋。

## 外部連結
- 姜鳳君在fiba.basketball（英语）
- 姜鳳君在archive.fiba.com（archived）（英语）
- 姜鳳君在archive.fiba.com（archived）（英语）
- 姜鳳君在Eurobasket.com（球員）（英语）